# Bryocryptella reticulata
Bryocryptella reticulata är en mossdjursart som beskrevs av Ferdinand Canu och Ray Smith Bassler 1928. Bryocryptella reticulata ingår i släktet Bryocryptella och familjen Bryocryptellidae.
Artens utbredningsområde är Mexikanska golfen. Inga underarter finns listade i Catalogue of Life.